# Механізм держави

## Історія поняття
Призначення держави полягає у виконанні певних функцій. Для того, щоб ці функції виконувались створюється спеціальний механізм держави, який складається з органів державної влади та інших державних організацій. Відомим фактом є те, що термін «механізм держави» вперше почав використовуватися у вітчизняній теорії, а також і на практиці у ХХ ст. в 20-30 рр., після висунення гасла про механізм диктатури пролетаріату. Останній складався Комуністичної партії та недержавних організацій, за допомгою яких партія втілювала у життя свій власний політичний курс. Але вже в другій половині 50 років ХХ ст., а саме після смерті Сталіна, були переглянуті догмати радянської ідеології, і вже в 60-80 рр. таке розуміння механізму держави замінила концепція політичної організації, або політичної системи суспільства. Відомий вчений того часу Іскаков М. К. до початку 50 — х років ХХ ст. розглядав механізм держави у широкому та вузькому розуміннях. Відповідно широкий зміст прирівнювався до політичної системи суспільства, а вузький — апаратом державної влади.
Цікавим фактом є й те, що на той час поняття «механізм держави» і «державний апарат» вживали в ідентичному значенні, а тому визнавали їх такими і за обсягом та змістом. Тоді, вивчаючи механізм держави, звертали увагу більше на безпосередню діяльність державного апарату: принципи функціонування державних органів, їхній взаємозв'язок, а також взаємодію між собою у процесі реалізації тих чи інших функцій держави.
Визначимо, що ж являє собою поняття «механізм держави». Механізмом держави називають цілісну ієрархічну систему державних органів, із здійснення державної влади, включаючи установи, підприємства, завдяки яким реалізуються функції та завдання держави.
Стосовно історії розвитку поняття «механізм держави», та його значення, то в цій сфері працювало багато вчених-правників. Сюди можна віднести такі прізвища, як Сирих В. М., Іскаков М. К., Спірідонов Л. І., Власов В. А., Козлов Ю. М., та Копєйчиков В. В. Коротко розглянемо погляди та трактування кожного із них.
Спірідонов розуміє механізм держави як систему державних органів, під посередництвом якої здійснюється державна влада та реалізація її функцій. Схожими погляди є професора Сирих В. М., який також розглядав поняття «механізму держави» через систему її органів, та визначає його, як сукупність державних органів, які здійснюють державну владу, та забезпечують реалізацію державних функцій.
На думку Іскакова М. К., механізм держави СРСР у 20 столітті розуміли в широкому та вузькому сенсі. У вузькому — він ототожнювався та вичерпувався поняттням «апапат державної влади». В широкому сенсі, Іскаков визначав механізм держави, як політична система суспільства.
Визначення Копєйчикова В. В. цього поняття було широко поширеним у радянські часи. Він казав: « Механізм держави включає в себе всю систему радянський державних організацій — організованих державою колективом людей, які забезпечують керівництво та безпосереднє здійснення функцій держави». Якщо коротко проаналізувати, то автор включає в поняття «механізм держави» державні органи, державні установи та державні підприємства.

## Ознаки механізму держави
До основних ознак механізму держави можна віднести наступне:
- є група осіб, яка відрізняється керуванням суспільства професійно
- відносять органи, підприємства, установи та організації, які об'єднані в систему, та є взаємозалежними, взаємодіючими, ієрархічно підпорядкованими
- кожен державний орган та підприємство, установа чи організація має власні компетенції на правовій основі
- включається можливість реалізовувати завдання та функції держави різноманітним примусовим матеріальним знаряддям примусу, або фінансовими коштами.

## Структура механізму держави
Структура механізму держави, а також інші характеристики (кількісні та якісні), залежить від змісту та обсягу функцій, які соціум покладає саме на державу. Це в свою чергу зумовлює обсяг повноважень органів державної влади, а також прав і обов'язків організацій.
До складу механізму держави входять :
- Державні організації: державні установи, державні підприємства та збройні сили
- Органи державної влади
- Державний апарат.

### Ознаки державних організацій
До основних ознак державних організацій можна віднести наступні:
- Утримуються за рахунок державних, насамперед бюджетних коштів
- Працівникам державних організацій присвоєний особливий статус, тобто певні гарантії соціального захисту, зайнятості, але поряд із цим і певні обмеження
- За посередництвом державних організацій виконуються функції держави
- Мають державницьку природу, яка спричиняє особливий порядок їх створення, що відрізняє державні організації від приватних[3].

За допомогою державних підприємств здійснюється господарська діяльність, тобто діяльність, спрямована на виконання робіт, виготовлення і реалізацію продукції, та надання послуг. Такі підприємства утворюються компетентними органами державної влади в розпорядчому порядку. Такі підприємства мають статус юридичної особи, власний баланс, є суб'єктами підприємницької діяльності та несуть самостійну майнову відповідальність. Також потрібно сказати, що на такі підприємства поширюється загальнодозволений режим правового регулювання.
Державні установи виконують функції держави і різноманітних сферах, таких як: охорони здоров'я, соціального захисту, освіти, культури. Тобто в таких сферах, які не потребують використання державно-владних повноважень. До таких установ можна віднести музеї, лікарні, державні школи, заклади вищої освіти, театри, науково-дослідні інститути. До компетенції державних установ також може входити функція утримання засуджених. Ці установи є неприбутковими і фінансуються за рахунок державного бюджету.
Невід'ємною частиною державного механізму є збройні сили, адже саме на них покладений обов'язок захисту суверенітету та територіальної цілісності держави, а також її недоторканість у структурі механізму держави.